# Калиткин, Николай Николаевич
Николай Николаевич Калиткин (16 августа 1935, Москва — 7 января 2021, там же) — российский математик, член-корреспондент РАН с 1991, доктор физико-математических наук (1977), сотрудник Института математического моделирования РАН. Лауреат Государственной премии СССР (1969).

## Биография
Учился в 59-й средней школе г. Москвы, которую окончил в 1952 г. с золотой медалью.
Будучи во всех классах отличником, он, единственный в классе, демонстративно не вступал в комсомол, что в те годы было очень странно и грозило непоступлением в вуз.
В 1958 году окончил физический факультет МГУ. В 1958 году был принят на работу в Институт прикладной математики АН СССР, в отдел А. А. Самарского. Кандидат наук (1965). В 1975 году защитил докторскую диссертацию, а в 1991 году был избран членом-корреспондентом РАН по Отделению информатики, вычислительной техники и автоматизации.
Похоронен на Ваганьковском кладбище (уч. 16)

## Награды
Лауреат Государственной премии СССР (1969).

## Наиболее важные публикации
Книги
1. Калиткин Н. Н. Численные методы. М.: Наука, 1978
2. Калиткин Н. Н., Альшин А. Б., Альшина Е. А., Рогов Б. В. Вычисления на квазиравномерных сетках. Москва: Наука, Физматлит, 2005, 224 стр. (предисловие)
3. Калиткин Н. Н., Карпенко Н. В., Михайлов А. П., Тишкин В. Ф., Черненков М. В. Математические модели природы и общества. Москва, Наука, Физматлит, 2004, 360 с.
4. N.N. Kalitkin, L.V. Kuzmina. Chapter 4. Wide-range characteristic thermodynamic curves. pp. 109—176. In Shock waves and extremal conditions of matter, ed. V.E. Fortov et al. Springer, New York, 2004, 513 p.

Статьи
1. Калиткин Н. Н., Кузьмина Л. В. Аппроксимация и экстраполяция табулированных функций. // ДАН, 2000, том 374, № 4, с. 464—468
2. N. N. Kalitkin and L. V. Kuz’mina. Approximation and Extrapolation of Tabulated Functions // Doklady Mathematics, Vol. 62, No. 2, 2000 p. 306
3. Калиткин Н. Н., Кузьмина Л. В. Эталонная изотерма меди. // Доклады РАН, 2002, т. 387, № 1, с.40-45
4. Альшин А. Б., Альшина Е. А., Калиткин Н. Н. Численное решение гиперболических задач в неограниченной области. // Математическое моделирование, 2004, т. 16, № 4, с. 114-126.
5. Калиткин Н. Н., Кузьмина Л. В. Квантовостатистическое уравнение состояния. // Физика плазмы, 1976, том 2, № 5, с. 858—868
6. N. N. Kalitkin and N. M. Shlyakhov Natural Interpolation by B-Splines. // Doklady Mathematics, Vol. 62, No. 2, 2000 p. 194
7. N. N. Kalitkin An Improved Factorization of Parabolic Schemes. // Doklady Mathematics, Vol. 71, No. 3, 2005 p. 480
8. N. N. Kalitkin and L. V. Kuz’mina Natural Interpolating Splines of Arbitrary Degree. //Doklady Mathematics, Vol. 54, No. 3, 1996 p. 949
9. N. N. Kalitkin and S. L. Panchenko Optimal Two-Stage Schemes for Stiff Systems // Doklady Mathematics, Vol. 58, No. 1, 1998 p. 60
10. N. N. Kalitkin, L. V. Kuz’mina, and E. V. Maevskii Rotational Invariance of Splines // Doklady Mathematics Vol. 57, No. 2, 1998 p. 257
11. E. A. Al’shina and N. N. Kalitkin Evaluation of Spectra of Linear Differential Operators // Doklady Mathematics Vol. 64, No. 2, 2001 p. 208
12. N. N. Kalitkin, L. V. Kuz’mina, and M. V. Chernenkov Clearing Debts by the Fractional Method. // Doklady Mathematics Vol. 63, No. 3, 2001 p. 437